# Psilus
Psilus (лат.) — род паразитических наездников семейства диаприиды надсемейства Diaprioidea (триба Psilini) подотряда стебельчатобрюхие отряда перепончатокрылые насекомые. Встречаются повсеместно.

## Описание
Среднего и крупного размера (3—6 мм). Усики 12—14-члениковые. Цвет тела тёмно-чёрный с придатками иногда более светлыми, тело преимущественно гладкое, сильно блестящее, с обильной волосистостью, обычно с волосяными подушечками, но без пенистых структур; затылок постепенно закруглен сзади, не ступенчатый; лабрум открыт, склеротизован, резко треугольный; ротовой киль развит умеренно или сильно, позволяя движение мандибул только вдоль вертикальной оси; мандибулы длинные, согнутые, двузубые, отчетливо выступающие по диагонали назад (опистогнатные); антенны, по-видимому, способны вращаться в гнезде, позволяя изменять положение; A1 у обоих полов относительно короткий, субтреугольный, с резким выступом на внешней стороне, всегда с отчётливыми створками в вершине; у самцов A3 умеренно или отчётливо короче A4; передние крылья у обоих полов никогда не сложены продольно, без вершинной выемки, с трахиальной, но чёткой (депигментированной) субмаргинальной жилкой, жилка бугристая в вершине, не достигает переднего края крыла; T2 (макротергит) с глубокой срединной расщелиной. Паразитоиды куколок двукрылых насекомых.
- P. acutangulus (Jansson, 1942)
- P. angulatus (Kieffer, 1906)
- P. brevicornis (Thomson, 1859)
- P. caecutiens (Marshall, 1867)
- P. claviger (Haliday, 1831)
- P. clypeatus (Thomson, 1859)
- P. colanii (Foerster, 1861)
- P. cornutus Panzer, 1801
- P. egregius (Herrich-Schäffer, 1840)
- P. foersteri (Kieffer, 1911)
- P. frontalis (Thomson, 1859)
- P. fuscipennis (Curtis, 1831)
- P. fuscipes (Kieffer, 1911)
- P. gracilicornis (Kieffer, 1911)
- P. graecus (Kieffer, 1911)
- P. herakleanus Szabó, 1977
- P. hungaricus Szabó, 1977
- P. integer (Kieffer, 1911)
- P. intermedius (Jansson, 1955)
- P. kerteszi (Kieffer, 1911)
- P. lapponicus (Thomson, 1859)
- P. obliquus (Thomson, 1859)
- P. parvulus (Kieffer, 1911)
- P. rufimanus (Kieffer, 1911)
- P. rufipes (Thomson, 1859)
- P. rufitarsis (Kieffer, 1911)
- P. subapterus (Thomson, 1859)
- P. submonilis (Kieffer, 1911)
- P. transsylvanicus Szabó, 1977
- P. walkeri (Kieffer, 1907)